# San Pablo Mochobampo
San Pablo Mochobampo är en ort i Mexiko.   Den ligger i kommunen Sinaloa och delstaten Sinaloa, i den västra delen av landet, 1 200 km nordväst om huvudstaden Mexico City. San Pablo Mochobampo ligger 80 meter över havet och antalet invånare är 229.
Terrängen runt San Pablo Mochobampo är platt. Runt San Pablo Mochobampo är det glesbefolkat, med 19 invånare per kvadratkilometer. Närmaste större samhälle är Concentración 5 de Febrero, 6,8 km söder om San Pablo Mochobampo. I omgivningarna runt San Pablo Mochobampo växer huvudsakligen savannskog.